# Holminaria
Holminaria là một chi nhện trong họ Linyphiidae.